# بطولة العالم لسباقات فورمولا 1 موسم 1982
بطولة العالم لسباقات فورمولا 1 موسم 1982 عقدت في سنة 1982 م، وفاز بها كيكي روزبرغ (بالإنجليزية: Keke Rosberg)‏ من فريق ويليامز إف ون (بالإنجليزية: Williams)‏ بسيارته الكوزوورث (فورد). كيكي روزبرغ الذي بدأ السباق في الخط رقم 1 حصل على أفضل توقيت في الجولة 0 من السباق في أسرع لفة له. هذا السائق في المجموع حصد 44 نقطة.

## الوصلات الخارجية
- الموقع الرسمي للفورمولا 1